# Hoya kanyakumariana
Hoya kanyakumariana ist eine Pflanzenart aus der Gattung der Wachsblumen (Hoya) in der Unterfamilie der Seidenpflanzengewächse (Asclepiadoideae). Sie ist endemisch im Kanyakumari-Distrikt im indischen Bundesstaates Tamil Nadu, nahe der Südspitze des indischen Subkontinents.

## Merkmale

### Vegetative Merkmale
Hoya kanyakumariana ist eine vergleichsweise kleine, kletternde, epiphytische, ausdauernde krautige Pflanze, die langsam wächst. Die bei einem Durchmesser von etwa 2 Millimetern im Querschnitt runden Sprossachsen sind nur 20 bis 60 Zentimeter lang und verzweigt. Die warzigen, grauen Sprossachsen sind anfangs flaumig behaart und verkahlen später. Haftwurzeln können auf der gesamten Länge der Sprossachse vorhanden sein. 
Die gegenständig angeordneten Laubblätter sind in Blattstiel und Blattspreite gegliedert. Der mit einer Länge von 2 bis 6 Millimetern relativ kurz Blattstiel besitzt einen Durchmesser von bis zu 3 Millimetern. Die fleischigen, leicht sukkulenten Blattspreiten sind bei einer Länge von 1,5 bis 3,3 Zentimetern sowie einer Breite von 1,5 bis 2,2 Zentimetern breit verkehrt-eiförmig oder verkehrt-herzförmig mit gerundetem bis leicht eingesenkten oberen Ende und sie nimmt zur Spreitenbasis hin allmählich an Breite ab. Die kahlen Blattspreiten sind hellgrün mit silberfarbenen Sprenkeln. Die Blattränder sind leicht gewellt. Die Blattnervatur ist nicht sichtbar. 

### Generative Merkmale
Die mit einem Durchmesser von 25 bis 35 Millimetern, gewölbten, doldenförmigen Blütenstände enthalten bis zu 15 Blüten (9 bis 12 Blüten, 9 bis 15 Blüten). Die kräftigen Blütenstandsschäfte entspringen den Blattachseln und sind bis zu 1,6 Zentimeter lang. Sie sind ausdauernd, das heißt, die Pflanze blüht immer wieder aus denselben Blütenstandsschäften. Sie sind im Querschnitt rund und flaumig behaart, ältere Blütenstandsschäfte sind im oberen Teil narbig. Die kräftigen Blütenstiele sind bis zu 1,8 Zentimeter lang und fein flaumig behaart. Sie hinterlassen jeweils eine Narbe auf der Blütenstandsachse, wenn sie abfallen. Die Tragblätter sind sehr klein. 
Die zwittrigen Blüten sind zygomorph und fünfzählig mit doppelter Blütenhülle. Die fünf kahlen Kelchblätter sind bei einer Länge von etwa 1,5 Millimetern und einer Breite von etwa 1 Millimetern eiförmig. Die weißlich-hellrosa Blütenkrone ist bei einem Durchmesser von 1 bis 1,2 Zentimetern radförmig. Die Kronblätter sind etwa zur Hälfte verwachsen (Sympetalie). Die innen dicht flaumig behaarten, außen kahlen Kronblattzipfel sind eiförmig mit gerundetem oberen Ende und eingerollten Rändern. Die staminale Nebenkrone hat einen Durchmesser von 5 bis 6 Millimetern und ist creme-weiß mit purpurfarbenem Mittelfleck. Die Zipfel der staminalen Nebenkrone sind flach ausgebreitet, die Oberseite ist konkav. Der jeweils äußere Fortsatz ist gespitzt, ebenso der innere Fortsatz. Das Gynostegium ist kurz gestielt. Die Pollinien sind länglich-eiförmig, etwa 500 µm lang. Das „Retinaculum“ ist geflügelt.
Die Blüten der Hoya kanyakumariana bleiben etwa 3 bis 5 Tage offen (fünf bis sechs Tage) und haben, besonders abends, einen leicht süßlichen, angenehmen Duft. Die Blüten produzieren viel Nektar, der jedoch nur selten von der Blüte tropft. Am Naturstandort reicht die Blütezeit von April bis in den Sommer. Von Ansatz der Knospen bis zum Öffnen der Blüte dauert es etwa 3 Wochen.

## Vorkommen
Hoya kanyakumariana wurde bisher nur im unteren Kothayar-Tal im Kanyakumari-Distrikt im indischen Bundesstaates Tamil Nadu in Höhenlagen von etwa 600 Metern gefunden. Kap Komorin (Kanyakumari oder Kanya Kumari), ein Ausläufer der Westghats, ist der südlichste Punkt des indischen Subkontinentes. 

## Taxonomie
Die Erstbeschreibung von Hoya kanyakumariana erfolgte 1979 durch Ambrose Nathaniel Henry (botanisches Kürzel: A.N.Henry) und Mangudi Srinivasan Swaminathan (botanisches Autorenkürzel: Swamin.) im 75. Band, Nummer 2 des Journal of the Bombay Natural History Society, S. 462. Der für das Jahr 1978 publizierte Band 75, Nr. 2 erschien jedoch erst 1979.

## Belege